# منزل شهابی
منزل شهابی مربوط به دوره قاجار است و در سنندج، ضلع غربی محله سرتپوله، کوچه تکیه عبداله بیگ واقع شده و این اثر در تاریخ ۲۵ اسفند ۱۳۷۹ با شمارهٔ ثبت ۳۳۶۲ به‌عنوان یکی از آثار ملی ایران به ثبت رسیده است.